# خويفيرة ألتاوية
خويفيرة ألتاوية (الاسم العلمي:Koeleria altaica) هي نوع من النباتات تتبع جنس الخويفيرة من الفصيلة النجيلية. تم وصف هذا النوع من النبات علمياً لأول مرة من قبل جان لوي ماري بواريه سنة 1816. سمي هذا النوع نسبةً إلى جبال ألتاي.